# Сосиете Женерал Експресбанк
„Експресбанк“ АД, използвала през голяма част от съществуването си търговската марка „Сосиете Женерал Експресбанк“, е българска търговска банка със седалище във Варна, работила от 1993 до 2020 година.
„Експресбанк“ е създадена през 1993 година със сливането на 13 малки банки в хода на консолидирането на фрагментираната мрежа от местни държавни банки, създадена в края на 80-те години. Макар впоследствие да премества централния си офис в София, „Експресбанк“ запазва до края на съществуването си своето официално седалище във Варна и дълги години е единствената банка в страната, регистрирана извън София. През 1999 година тя е приватизирана от френската банка „Сосиете Женерал“.
През 2019 година „Сосиете Женерал“ продава подразделенията си в България на унгарската група ОТП и през април 2020 година „Експресбанк“ е окончателно присъединена към притежаваната от ОТП „Банка ДСК“. По това време „Експресбанк“ е седмата по активи търговска банка в страната.